# Phthiraptera
Phthiraptera – rząd owadów, obejmujący około 5500 gatunków zaliczanych do 4 podrzędów: wszołów głaszczkowych, wszołów bezgłaszczkowych, wesz i wesz słoniowych. Są grzbietobrzusznie spłaszczone, wtórnie bezskrzydłe. Mają gryzący lub kłująco-ssący aparat gębowy i słabe lub całkiem nieobecne oczy. Są wyspecjalizowanymi ektopasożytami ptaków i ssaków, żywiącymi się sierścią, piórami, naskórkiem lub krwią gospodarza. Cykl rozwojowy odbywa się z przeobrażeniem niezupełnym, w całości na ciele żywiciela. Jako pasożyty człowieka i zwierząt domowych oraz nosiciele innych organizmów chorobotwórczych mają duże znaczenie medyczne i weterynaryjne.

## Opis
Owady te mają grzbietobrzusznie spłaszczone ciała, osiągające długość od 0,35 do 15 mm (zwykle 2–4 mm). Ubarwieniem i stopniem spłaszczenia przystosowane są do okrywy ciała żywiciela. Szkielet ich  prognatycznej głowy jest wzmocniony siecią wewnętrznych listewek, a u części gatunków także tentorium. Połączenie głowy z tułowiem stabilizowane jest przez położone w okolicy zapotylicznej więzadłowate obteraculum, niewystępujące jednak u wszołów głaszczkowych. Czułki są zbudowane z 3–5 członów, a oczy słabo rozwinięte (złożone najwyżej z 2 fasetek) lub całkiem zredukowane. Aparat gębowy wszołów leży po brzusznej stronie głowy i jest typu gryzącego, u wszy jest kłująco-ssący, natomiast u wszy słoniowych jest gryzący i położony na szczycie wydłużonego ryjka.
Tułów jest wtórnie bezskrzydły. Śródtułów może być zlany z zatułowiem tworząc pterotoraks lub zlany z przedtułowiem tworząc jednolity skelotoraks. Odnóża pełnią funkcje czepne, przy czym u wszołów jest głównie pierwsza para, a u wszy najsilniejsza jest druga para. U wszy aparat czepny składa się z ruchomego pazurka i przeciwstawnego wyrostka goleni. Wszy słoniowe wyróżniają się długimi odnóżami z drobnymi pazurkami, co wiąże się ze skąpym owłosieniem ich gospodarzy.
Liczba widocznych segmentów odwłoka wynosi od 7 do 9. Narząd kopulacyjny samca składa się m.in. z płytki podstawowej, z której tyłem łączą się stawowo lub za pośrednictwem sklerytu paramery. Właściwe funkcje kopulacyjne pełni edeagus, często z workowatym endofallusem, niekiedy wyposażonym w ząbki. W układzie rozrodczym samic występować mogą gruczoły kitowe, których wydzieliną przyklejane są jaja. U wszy umieszczanie jaj ułatwiają także gonopody.

## Biologia i ekologia

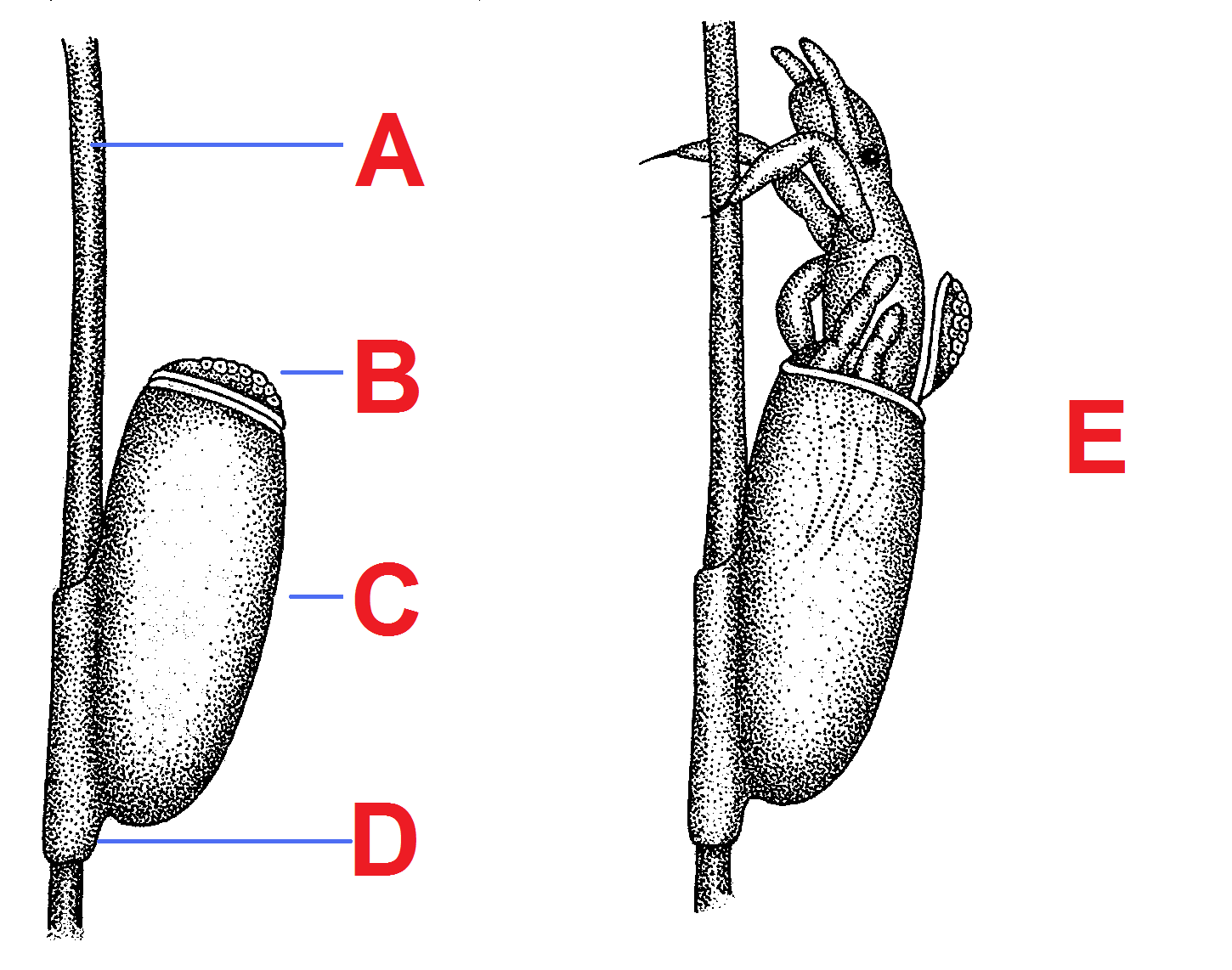
Jajo Phthiraptera. A: włos żywiciela, B: wieczko, C: chorion, D: wydzielina cementująca, E: wylęgająca się larwa

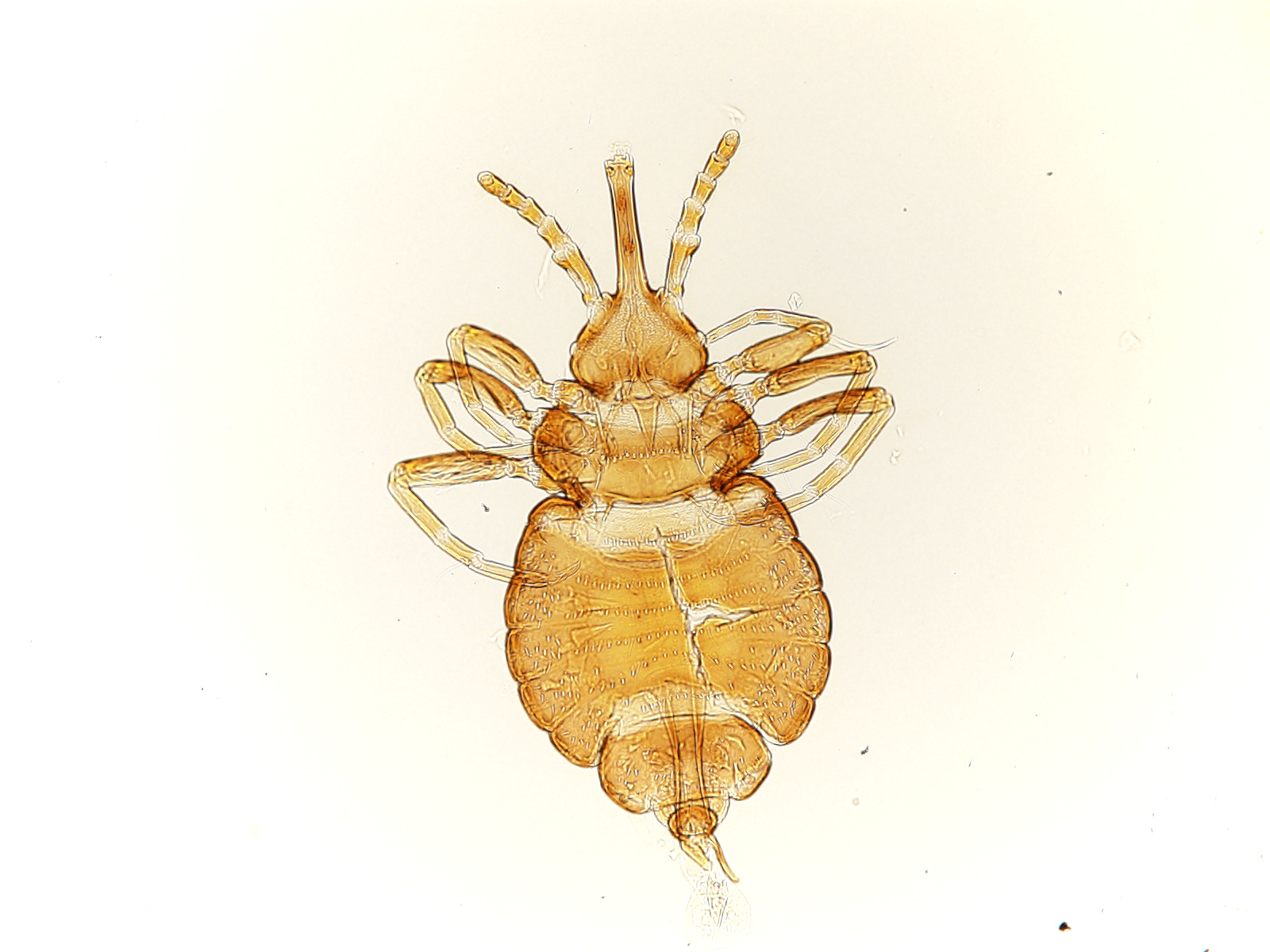
Haematomyzus elephantis z podrzędu wszy słoniowych

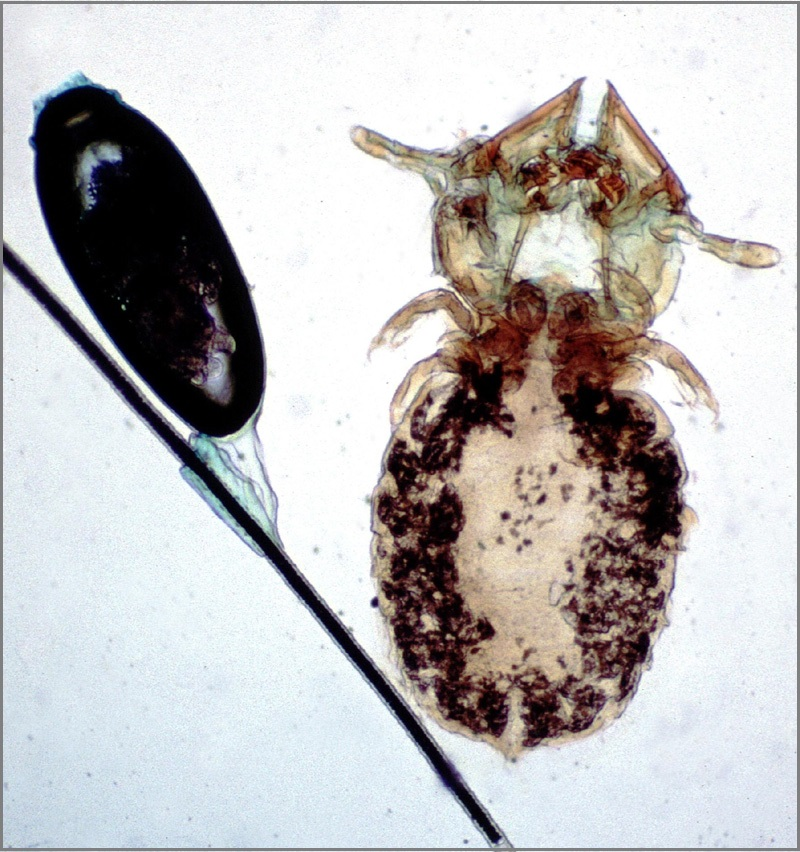
Felicola subrostrata (po lewej jajo)

Należą tu ektopasożyty ptaków i ssaków, bytujące na skórze, w sierści i piórach. Większość gatunków jest ściśle związana z jednym gatunkiem żywiciela, a nawet wyspecjalizowana w określonych okolicach jego ciała. Tylko niektóre wszy bytują na kilku spokrewnionych gatunkach. Wszoły głaszczkowe i bezgłaszczkowe żywią się głównie piórami, włosami i złuszczonym naskórkiem, a wyjątkowo krwią, wydzieliną ropną gospodarza lub jajami i larwami wszy. Wszy i wszy słoniowe są natomiast hematofagami ssącymi krew żywicieli.
Phthiraptera cały cykl rozwojowy przechodzą na żywicielu i są w stanie przeżyć tylko niedługi czas poza nim. Zwykle rozmnażają się płciowo, ale niektóre mogą się rozmnażać partenogenetycznie. Meinertzhageniella lata jest jedynym znanym gatunkiem jajożyworodnym – inne są jajorodne. Samce nielicznych gatunków tworzą spermatofory. Kopulacja trwa u różnych gatunków od kilku sekund do dwóch dni. Jaja, zwane gnidami, są duże, białe, owalne, wyposażone w dobrze rozwinięte wieczko i chorion. Samica przykleja je wydzieliną gruczołów dodatkowych (kitowych) do sierści lub piór gospodarza, a u wszy odzieżowej do włókien ubrań. Przeobrażenie jest niezupełne z trzema stadiami larwalnymi, które od dorosłych różnią się mniejszymi rozmiarami, słabszą pigmentacją i nieco uproszczoną budową. Cykl rozwojowy zamyka się w 13–43 dniach, a maksymalna długość życia dochodzi do około 100 dni.
Phthiraptera zasiedlają nowych żywicieli albo podczas bezpośredniego kontaktu z gospodarzem, albo z wykorzystaniem forezy. Do tej ostatniej służyć mogą np. muchówki z rodziny muchowatych i narzępikowatych.

## Rozprzestrzenienie
Takson kosmopolityczny, znany ze wszystkich kontynentów. Aż 66 gatunków występuje na Antarktydzie i w strefie subantarktycznej, gdzie pasożytują na ptakach takich jak pingwiny. W Polsce stwierdzono niecałe 400 gatunków

## Systematyka i filogeneza
|  | wszoły bezgłaszczkowe (Ischnocera)                                                  |
|  |                                                                                     |
|  | \| \| wszy (Anoplura) \| \| \| \| \| \| wszy słoniowe (Rhyncophthirina) \| \| \| \| |
|  |                                                                                     |
|  | wszy (Anoplura)                                                                     |
|  |                                                                                     |
|  | wszy słoniowe (Rhyncophthirina)                                                     |
|  |                                                                                     |

|  | wszy (Anoplura)                 |
|  |                                 |
|  | wszy słoniowe (Rhyncophthirina) |
|  |                                 |

|  | wszoły bezgłaszczkowe (Ischnocera)                                                  |
|  |                                                                                     |
|  | \| \| wszy (Anoplura) \| \| \| \| \| \| wszy słoniowe (Rhyncophthirina) \| \| \| \| |
|  |                                                                                     |
|  | wszy (Anoplura)                                                                     |
|  |                                                                                     |
|  | wszy słoniowe (Rhyncophthirina)                                                     |
|  |                                                                                     |

|  | wszy (Anoplura)                 |
|  |                                 |
|  | wszy słoniowe (Rhyncophthirina) |
|  |                                 |

|  | wszoły bezgłaszczkowe (Ischnocera)                                                  |
|  |                                                                                     |
|  | \| \| wszy (Anoplura) \| \| \| \| \| \| wszy słoniowe (Rhyncophthirina) \| \| \| \| |
|  |                                                                                     |
|  | wszy (Anoplura)                                                                     |
|  |                                                                                     |
|  | wszy słoniowe (Rhyncophthirina)                                                     |
|  |                                                                                     |

|  | wszy (Anoplura)                 |
|  |                                 |
|  | wszy słoniowe (Rhyncophthirina) |
|  |                                 |

|  | wszoły bezgłaszczkowe (Ischnocera)                                                  |
|  |                                                                                     |
|  | \| \| wszy (Anoplura) \| \| \| \| \| \| wszy słoniowe (Rhyncophthirina) \| \| \| \| |
|  |                                                                                     |
|  | wszy (Anoplura)                                                                     |
|  |                                                                                     |
|  | wszy słoniowe (Rhyncophthirina)                                                     |
|  |                                                                                     |

|  | wszy (Anoplura)                 |
|  |                                 |
|  | wszy słoniowe (Rhyncophthirina) |
|  |                                 |

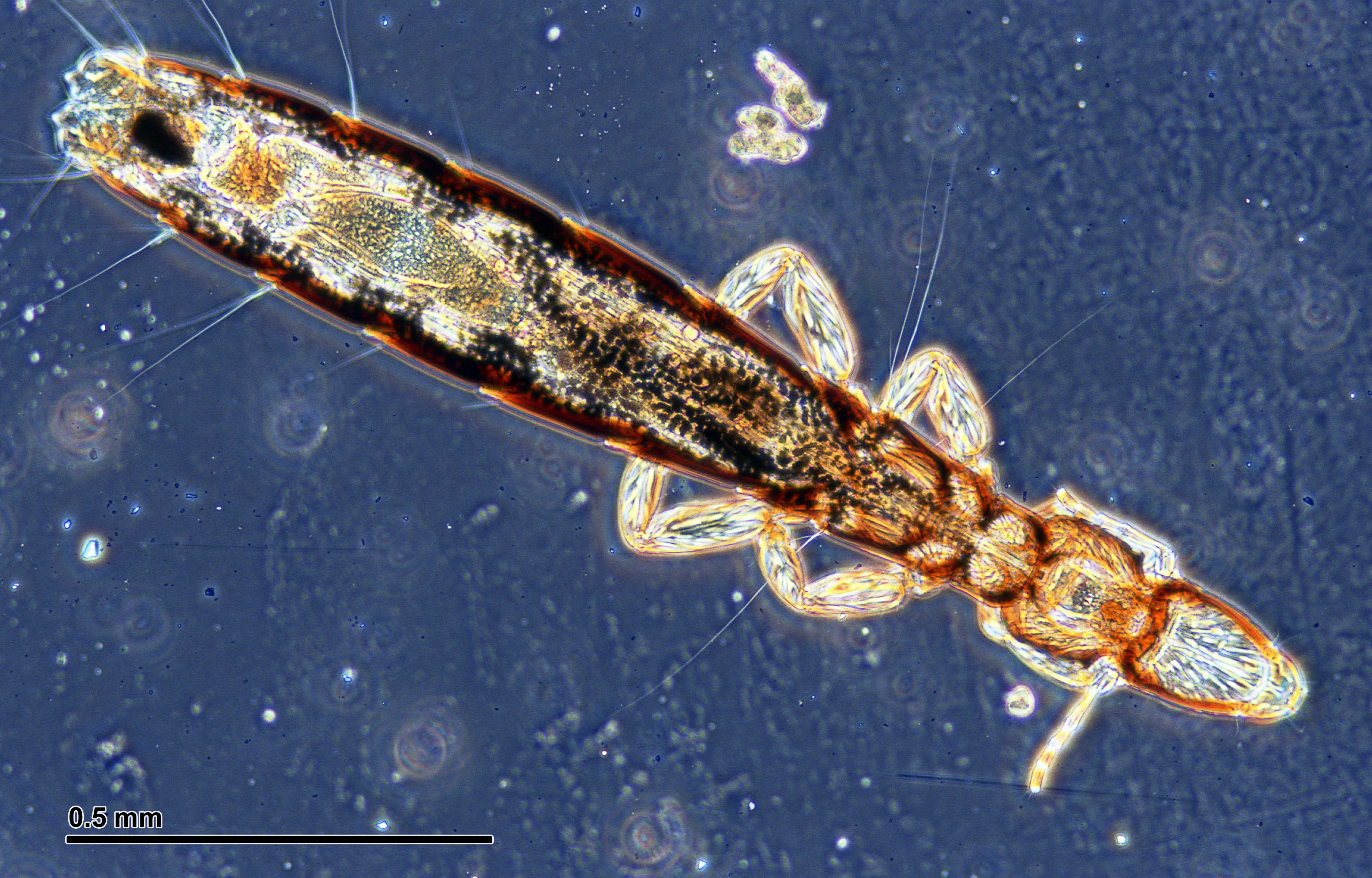
Gołębniak gołębi

Dotychczas opisano około 5500 gatunków Phthiraptera, natomiast ich faktyczną liczbę szacuje się na ponad 40 tysięcy. Przypuszczalnie wywodzą się z gryzków (Psocoptera), wykazując największe podobieństwo genetyczne z Liposcelididae. Dzieli się je na 4 podrzędy: wszoły głaszczkowe, wszoły bezgłaszczkowe, wszy i wszy słoniowe. Relacje filogenetyczne pomiędzy nimi według analiz Lyala z 1985 oraz Barkera i innych z 2003 przedstawia kladogram poniżej.
Najstarsze skamieniałości Phthiraptera znane są z eoceńskich skał okolic Manderscheid w Niemczech (formy dorosłe Megamenopon rasnitsyni) oraz z eoceńskiego bursztynu bałtyckiego (wyłącznie jaja wszy na włosach ssaków, brak form dorosłych). Inne znaleziska skamieniałych wszołów i wszy dokonane przed 2006, zostały negatywnie zweryfikowane.

## Znaczenie medyczne i weterynaryjne
Żerujące Phthiraptera niszczą sierść i upierzenie gospodarzy, przyczyniają się do spadku masy ciała, mniejszej nośności u kur czy też obniżenia wydajności mlecznej u krów. Nawet niewielka, ale stała obecność wszy u ludzi wywoływać może niedokrwistość. Ponadto Phthiraptera mogą być nosicielami chorobotwórczych drobnoustrojów i pasożytów.  Do najważniejszych zarazków przenoszonych przez wesz ludzką należą: wywołująca gorączkę okopową Bartonella quintata, wywołująca dur powrotny Borrelia recurentis oraz wywołująca tyfus plamisty europejski Rickettsia prowazekii. Wesz świńska przenosić może włoskowca różycy, wywołującego różycę u świń. Wesz końska roznosić może Rickettsia typhi, wywołującą tyfus plamisty szczurzy. Bovicola bovis przenosi patogenne grzyby wśród bydła. Werneckiella equi przenosi wirusa EIAV, wywołującego niedokrwistość zakaźną koni. Trichodectes canis bywa nosicielem tasiemca psiego. Hoplopleura acanthopus przenosi wśród gryzoni tularemię oraz Toxoplasma gondii. Z kolei wesz zajęcza i wesz królicza roznoszą tularemię wśród zajęczaków; ta ostatnia uczestniczy też w przenoszeniu myksomatozy.